# Cerinthus
Cerinthus was een christelijk leraar in de tweede helft van de eerste eeuw. Waarschijnlijk heeft hij het eerste deel van zijn leven in Palestina doorgebracht. Het grootste deel van zijn leven zou hij onderwezen hebben in Klein-Azië. Cerinthus zou een school hebben gevestigd in de streek Galatië. Hij zou daar ook tot de meeste van zijn opvattingen zijn gekomen. Sommige bronnen melden dat hij een opleiding  in Alexandrië had ontvangen. 
Zijn opvattingen zijn alleen bekend omdat die door latere auteurs uit de Oudheid beschreven werden. Al die auteurs waren opponenten van die opvattingen. Cerinthus wordt  met de reeds in Handelingen beschreven Simon Magus in het Epistula Apostolorum (geschreven tussen 120 en 140) benoemd als de belangrijkste  tegenstander van de apostelen. Cerinthus is daarmee de vroegst beschreven ketter in bronnen buiten het Nieuwe Testament.